# Ligue française pour la santé mentale
La Ligue française pour la santé mentale (LFSM) est une association française qui œuvre dans le domaine de la santé et de la prévention sanitaire.

## Historique
Elle est créée sous l'intitulé « Ligue française d'hygiène mentale », le 15 janvier 1921 par le Dr Édouard Toulouse. Elle est reconnue d'utilité publique en 1922. Elle prend en 1996 son nom actuel.
Les psychiatres Henri Roussel et Paul Sivadon, notamment ont participé à ses activités. Elle est présidée par le psychiatre Roland Coutanceau.
Ses activités sont les suivantes :
- Prévention des troubles psychologiques;
- Recherche sur les ressources humaines;
- Bureau de conseil psychologique;
- Mission enfants martyrs;
- Stage de français et langues étrangères gratuits et rémunérés réservés aux réfugiés politiques.

Cette ligue est également à l'origine de l'Union nationale des amis et des familles de malades psychiques, créée le 4 août 1963.